# Radio Astronomy Explorer B
De Radio Astronomy Explorer B (RAE-B) of Explorer 49 was een ruimtetelescoop voor lange golf-radioastronomie van NASA en werd gelanceerd op 10 juni 1973. Het had 4 X-vormige antennes van 230 meter, waarmee het één van de grootste ruimtetelescopen is, die ooit gebouwd is. RAE-B maakte deel uit van het Explorer-programma samen met de Radio Astronomy Explorer A (RAE-A).

## Missie
De Radio Astronomy Explorer B (RAE-B) was de tweede van een paar RAE-satellieten. Het werd in een baan om de maan geplaatst om radioastronomische metingen van de planeten, de zon en de Melkweg te leveren over het frequentiebereik van 25 kHz tot 13,1 MHz. Het experimentcomplement bestond uit twee Ryle-Vonberg-interferometers (elk negen kanalen), drie swept-frequency burst-ontvangers (elk 32 kanalen) en een impedantiesonde voor kalibratie. Het experimentantennepakket, gemaakt van BeCu, bestond uit zeer lange lopende golfantennes die een X-configuratie vormden: een 229 m bovenste V-antenne die van de maan af gericht was; een 229 m lagere V-antenne gericht op de maan; en een 37 m dipoolantenne evenwijdig aan het maanoppervlak. Er was ook een boor-libratiedempergieksysteem van 129 m dat werd gebruikt om eventuele oscillaties van ruimtevaartuigen rond de evenwichtspositie te dempen.

## Ruimtevaartuig
De romp van het ruimtevaartuig, gemaakt van aluminium en aluminium honingraat, had een massa van 328 kg bij de lancering en 200 kg in een baan om de maan. Het was een afgeknotte cilinder met een diameter van 92 cm en ongeveer 79 cm hoog, met vier vaste zonnepeddels. De zonnepanelen waren np-zonnecellen die 25 watt opwekten en nikkel-cadmium-batterijen aandreven. Het manoeuvreersysteem bestond uit een hydrazine-snelheidscorrectiepakket, een koudgasstandcontrolesysteem en een maan-inbrengmotor met vaste brandstof. Gegevens werden naar de aarde teruggestuurd via ofwel een laagvermogen UHF/(400-MHz) zender, in realtime, of opgeslagen in een ingebouwde bandrecorder en naar de aarde verzonden via een hoogvermogen ultrahoge frequentie (UHF) zender (400-MHz). Twee bandrecorders zorgden voor back-upopslag. Een zeer hoge frequentie (VHF) zender diende voornamelijk voor bereik- en bereiksnelheidsmetingen en als back-up. Commando's werden ontvangen op een VHF-ontvanger (148 MHz), die ook deel uitmaakte van het bereik- en bereiksnelheidssysteem. De houding van het ruimtevaartuig werd bepaald door: (1) een zonne-aspectsysteem, (2) een horizonsensorsysteem en (3) een panoramisch houdingssensorsysteem, en was tot op 1° nauwkeurig. Het ruimtevaartuig was georiënteerd op zwaartekrachtgradiënt (Z-as evenwijdig aan lokale verticaal).

## Lancering
RAE-B werd gelanceerd na de beëindiging van het Apollo-programma in 1972, en hoewel het de maan niet rechtstreeks onderzocht, werd het de laatste Amerikaanse baan om de maan tot de lancering van het ruimtevaartuig Clementine in 1994. Het werd gelanceerd op 10 juni 1973, om 14:13:00 UTC vanaf Cape Canaveral door de Delta 1913 vanaf de lanceerplaats LC-17B.

## Baan
Radio Astronomy Explorer B werd in een baan om de maan geplaatst, zodat radiogolven van de aarde niet zo'n grote interferentie zouden veroorzaken als Explorer 38 had ontdekt. Na de lancering op een direct opstijgend traject naar de maan en een correctie halverwege de koers op 11 juni 1973, werd het op 15 juni 1973 om 07:21 UTC  in een baan om de maan geplaatst na een afvuren van 20 seconden van de solide kick motor, en begon zijn operaties op 20 juni 1973. Aanvankelijk werd alleen de 37 m (121 ft) dipoolantenne ingezet, waarbij het ruimtevaartuig werd gebruikt in een 4-rpm spin-gestabiliseerde modus met de spin-as in het eclipticavlak loodrecht op de ruimtevaartuig-zon lijn. Na drie weken werden de dipoolgieken ingetrokken, het ruimtevaartuig opnieuw georiënteerd, de lange-V-antennes en de libratiedemper uitgeschoven en de dipool opnieuw ingezet. De onderste V-antenne werd aanvankelijk verlengd tot 183 m (600 ft) tijdens de eerste 16 maanden van de vlucht en werd in november 1974 verlengd tot zijn volledige lengte van 229 m (751 ft). De baan om de maan en de positie van de aarde als radio bron opgelegde periodiciteiten op de waarnemingen van 29,5 dagen (de maan synodische maand) en 24,8 uur (het interval tussen opeenvolgende zwaaien van een bepaalde geografische positie van de aarde voorbij de maan.

## Einde van de missie
Het contact ging verloren in augustus 1977, de orbiter is vermoedelijk enige tijd daarna neergestort.